# Световно първенство по футбол за жени
Световното първенство по футбол за жени е считано за най-важния международен турнир в женския футбол. В него участват женските национални отбори по футбол на страните-членки на международната федерация по футбол ФИФА. Първенството се провежда на всеки четири години от 1991 година насам, 61 години след първото световно първенство по футбол за мъже. Първият световен шампион е отборът на САЩ, който побеждава Норвегия с 2 – 1 във финала. Сегашният носител на титлата е отборът на Испания.
През 1991 и 1995 г. във финалите на първенството участват 12 отбора, от 1999 до 2011 те са 16, през 2015 и 2019 – 24, а от 2023 г. броят им се увеличава на 32. Финалният турнир се провежда в рамките на четири седмици, като срещите се играят в предварително определени градове в избраната държава-домакин. Финалистите се определят след изиграване на квалификации. За финалния кръг автоматично се класира отбора на домакина или домакините.

## Финали
| Година | Домакин                   | Шампион  | Резултат                    | Второ място | Трето място | Резултат                                | Четвърто място |
| ------ | ------------------------- | -------- | --------------------------- | ----------- | ----------- | --------------------------------------- | -------------- |
| 1991   | Китай                     | САЩ      | 2 – 1                       | Норвегия    | Швеция      | 4 – 0                                   | Германия       |
| 1995   | Швеция                    | Норвегия | 2 – 0                       | Германия    | САЩ         | 2 – 0                                   | Китай          |
| 1999   | САЩ                       | САЩ      | 0 – 0 5 – 4 д.              | Китай       | Бразилия    | 0 – 0 не се играят продължения 5 – 4 д. | Норвегия       |
| 2003   | САЩ                       | Германия | 2 – 1 златен гол            | Швеция      | САЩ         | 3 – 1                                   | Канада         |
| 2007   | Китай                     | Германия | 2 – 0                       | Бразилия    | САЩ         | 4 – 1                                   | Норвегия       |
| 2011   | Германия                  | Япония   | 1 – 1 2 – 2 сл.пр. 3 – 1 д. | САЩ         | Швеция      | 2 – 1                                   | Франция        |
| 2015   | Канада                    | САЩ      | 5 – 2                       | Япония      | Англия      | 1 – 0 (след продължение)                | Германия       |
| 2019   | Франция                   | САЩ      | 2 – 0                       | Нидерландия | Швеция      | 2 – 0                                   | Англия         |
| 2023   | Австралия · Нова Зеландия | Испания  | 1 - 0                       | Англия      |             |                                         |                |